# Alchemilla dura
Alchemilla dura é uma espécie de rosácea do gênero Alchemilla, pertencente à família Rosaceae.